# Olgierd Kurawicz
Olgierd Kurawicz (ur. 13 marca 1948) – polski lekkoatleta, dyskobol, mistrz Polski.

## Osiągnięcia
Zdobył mistrzostwo Polski w rzucie dyskiem w 1977 oraz wicemistrzostwo w 1976 i 1978. W latach 1969–1977 wystąpił w trzech meczach reprezentacji Polski (3 starty), odnosząc 1 zwycięstwo indywidualne. Był zawodnikiem Gwardii Warszawa.

## Rekordy życiowe
źródła:
Na stadionie
- rzut dyskiem – 62,22 m (7 maja 1976, Madryt)[4] – 18. wynik w historii polskiej lekkoatletyki[5]
- pchnięcie kulą – 16,84 m (26 czerwca 1971, Warszawa}[6]

W hali
- pchnięcie kulą – 16,68 m (25 lutego 1973, Warszawa)